# Parabole des noces
Pour les articles homonymes, voir Les Noces.

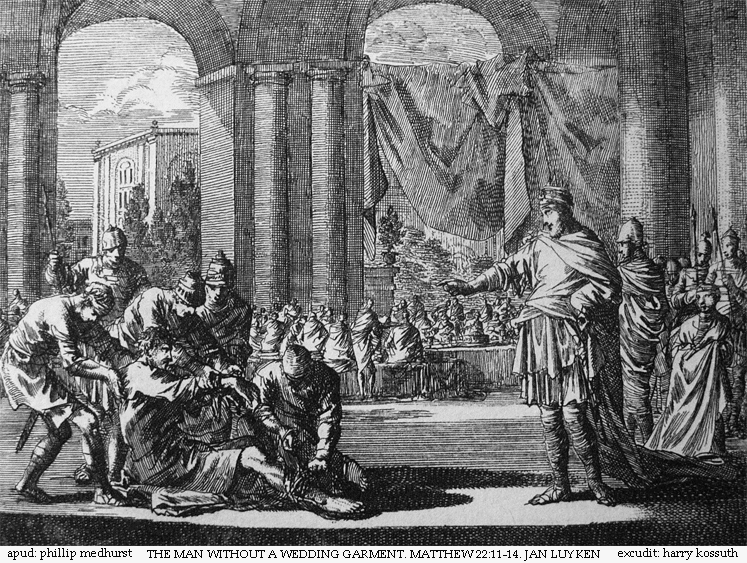
Jan Luyken : L'homme sans vêtement de noces, issu de la Bible Bowyer.

La parabole sur les Noces donnée par Jésus-Christ se conclut par la phrase devenue célèbre proverbe : « il y a beaucoup d'appelés, mais peu d'élus ». Cette sentence résume à elle seule l'explication de la métaphore, et rappelle bien d'autres paraboles du Christ : il faut croire et suivre les vertus de l'Église afin de pouvoir être choisi et accéder au ciel, et non aux ténèbres de la damnation. 
Cette parabole figure également dans le livre des Proverbes.

## Texte
Évangile selon Matthieu, chapitre 22, versets 1 - 14 :
Jésus, prenant la parole, leur parla de nouveau en parabole, et il dit : « Le royaume des cieux est semblable à un roi qui fit des noces pour son fils. Il envoya ses serviteurs appeler ceux qui étaient invités aux noces ; mais ils ne voulurent pas venir.  Il envoya encore d'autres serviteurs, en disant : “dites aux conviés : voici, j'ai préparé mon festin ; mes bœufs et mes bêtes grasses sont tués, tout est prêt, venez aux noces.” Mais, sans s'inquiéter de l'invitation, ils s'en allèrent, celui-ci à son champ, celui-là à son trafic ; et les autres se saisirent des serviteurs, les outragèrent et les tuèrent. Le roi fut irrité ; il envoya ses troupes, fit périr ces meurtriers, et brûla leur ville. Alors il dit à ses serviteurs : “les noces sont prêtes ; mais les conviés n'en étaient pas dignes. Allez donc dans les carrefours, et appelez aux noces tous ceux que vous trouverez.” Ces serviteurs allèrent dans les chemins, rassemblèrent tous ceux qu'ils trouvèrent, méchants et bons, et la salle des noces fut pleine de convives. Le roi entra pour voir ceux qui étaient à table, et il aperçut là un homme qui n'avait pas revêtu un habit de noces. Il lui dit : “mon ami, comment es-tu entré ici sans avoir un habit de noces ?” Cet homme eut la bouche fermée. Alors le roi dit aux serviteurs : “liez-lui les pieds et les mains, et jetez-le dans les ténèbres du dehors, où il y aura des pleurs et des grincements de dents.” Car il y a beaucoup d'appelés, mais peu d'élus. »
Évangile selon Luc, chapitre 14, versets 16 - 24 :
Un de ceux qui étaient à table, après avoir entendu ces paroles, dit à Jésus : « Heureux celui qui prendra son repas dans le royaume de Dieu ! » Et Jésus lui répondit : « Un homme donna un grand souper, et il invita beaucoup de gens. À l'heure du souper, il envoya son serviteur dire aux conviés : “Venez, car tout est déjà prêt.” Mais tous unanimement se mirent à s'excuser. Le premier lui dit : “J'ai acheté un champ, et je suis obligé d'aller le voir ; excuse-moi, je te prie.” Un autre dit : “J'ai acheté cinq paires de bœufs, et je vais les essayer ; excuse-moi, je te prie.” Un autre dit : “Je viens de me marier, et c'est pourquoi je ne puis aller.” Le serviteur, de retour, rapporta ces choses à son maître. Alors le maître de la maison irrité dit à son serviteur : “Va promptement dans les places et dans les rues de la ville, et amène ici les pauvres, les estropiés, les aveugles et les boiteux.” Le serviteur dit : “Maître, ce que tu as ordonné a été fait, et il y a encore de la place. Et le maître dit au serviteur : “Va dans les chemins et le long des haies, et ceux que tu trouveras, contrains-les d'entrer, afin que ma maison soit remplie.” Car, je vous le dis, aucun de ces hommes qui avaient été invités ne goûtera de mon souper. »
Livre des proverbes, chapitre 9 :
La sagesse a bâti sa maison, Elle a taillé ses sept colonnes. Elle a égorgé ses victimes, mêlé son vin, Et dressé sa table.
Elle a envoyé ses servantes, elle crie Sur le sommet des hauteurs de la ville : « Que celui qui est stupide entre ici ! » Elle dit à ceux qui sont dépourvus de sens : « Venez, mangez de mon pain, Et buvez du vin que j'ai mêlé ; Quittez la stupidité, et vous vivrez, Et marchez dans la voie de l'intelligence ! » Celui qui reprend le moqueur s'attire le dédain, Et celui qui corrige le méchant reçoit un outrage. Ne reprends pas le moqueur, de crainte qu'il ne te haïsse ; Reprends le sage, et il t'aimera. Donne au sage, et il deviendra plus sage ; Instruis le juste, et il augmentera son savoir. Le commencement de la sagesse, c'est la crainte de l'Éternel ; Et la science des saints, c'est l'intelligence. C'est par moi que tes jours se multiplieront, Et que les années de ta vie augmenteront. Si tu es sage, tu es sage pour toi ; Si tu es moqueur, tu en porteras seul la peine. La folie est une femme bruyante, Stupide et ne sachant rien. Elle s'assied à l'entrée de sa maison, Sur un siège, dans les hauteurs de la ville, Pour crier aux passants, Qui vont droit leur chemin : « Que celui qui est stupide entre ici ! » Elle dit à celui qui est dépourvu de sens : « Les eaux dérobées sont douces, Et le pain du mystère est agréable ! » Et il ne sait pas que là sont les morts, Et que ses invités sont dans les vallées du séjour des morts.

## Interprétation
Grégoire le Grand qui a fait sur cette parabole une homélie entière, numérotée homélie 38, l'explique sur des centaines de lignes.
Les Noces représentent l'église de la terre. Le roi est Dieu le Père qui fit un banquet pour son Fils lorsqu'il prit l'incarnation humaine. Les bœufs sacrifiés sont les Pères et prophètes de l'Ancien Testament.
Ceux qui refusent l'invitation sont en fait les gens qui n'écoutent pas les paroles du Christ. Certains sont pris par un excès dans leur travail, d'autres dans leur négoce, en fait ils courent plus après l'argent qu'après les paroles de l'Eglise.
Les serviteurs tués sont les persécutés, les martyrs ; le roi brûle alors les villes des persécuteurs : là stipule le docteur de l'église, il faut comprendre brûle la chair des persécuteurs dans laquelle les âmes habitaient.
Dieu le Père fait alors rassembler bons et méchants, ceux qui sont à des carrefours ou sur des chemins.
Il fait ensuite le tri des âmes : l'habit de noces, c'est la parure de l'âme : la charité. L'humain jeté est l'ensemble des pervertis.
Il faut agir en homme qui prodigue le Bien, tout en ne sachant pas si on sera élu, précise Grégoire le Grand.

## Parodie
La Cène de Cyprien (Cena Cypriani), parodie de la Bible composée au IVe ou au Ve siècle, qui met en scène un banquet organisé par un roi en l'honneur de son fils, serait plus précisément une parodie de la parabole du festin de noces, selon l'historien E. Ilvonen, dans Parodies de thèmes pieux dans la poésie française du Moyen-âge, H. Champion, 1914, p.2-3.